# Siewierstal Czerepowiec
Siewierstal Czerepowec (ros. Северсталь Череповец) – rosyjski klub hokejowy z siedzibą w Czerepowcu.

## Historia
Dotychczasowe nazwy
- Stroitel Czerepowiec (1956–1969)
- Mietałłurg Czerepowiec (1969–1994)
- Siewierstal Czerepowiec (1994-)

Zespołami farmerskimi zostały występujące w rozgrywkach w Wyższej Hokejowej Lidze (WHL) wzgl. Rosyjskiej Hokejowej Lidze (RHL): Dizel Penza, Kristałł Saratów, HK Lipieck, Iżstal Iżewsk.
Drużynami juniorskimi zostały Ałmaz Czerepowiec w MHL i Mietałłurg Czerepowiec w NMHL.
Głównym sponsorem zespołu została firma Siewierstal, od której przyjęto nazwę klubu (dosł. Północna Stal).
W 2018 Siewierstal została przesunięta w strukturze uczestników z Dywizji Tarasowa do Dywizji Bobrowa. Przed sezonem 2021/2022 drużyna została z powrotem przesunięta z Dywizji Bobrowa do Dywizji Tarasowa.

## Sukcesy
- Srebrny medal Rosyjskiej FSRR: 1965
- Brązowy medal mistrzostw Rosji: 2001
- Srebrny medal mistrzostw Rosji: 2003
- Złoty medal pierwej ligi: 1981
- Złoty medal wyższej ligi: 1990

## Szkoleniowcy
W sezonie 2012/2013 trenerem był Andriej Nazarow. Od kwietnia 2013 szkoleniowcem był Igor Pietrow. W 2014 jego następcą został Nikołaj Sołowjow, a jego asystentami został Pietrow i Igor Krawczuk. W październiku 2014 Sołowjow został zwolniony. W maju 2015 głównym trenerem został Czech Václav Sýkora, asystentami mianowani Igor Pietrow i Igor Krawczuk, a trenerem bramkarzy Czech Rostislav Haas. Później do sztabu dołączyli Dmitrij Juszkiewicz i Siergiej Ziemczenko, a odszedł Krawczuk. W listopadzie 2015 zwolniony został Sýkora, a jego miejsce zajął Juszkiewicz. Jego asystentami byli Igor Pietrow, Rostislav Haas i Siergiej Ziemczenko. W kwietniu 2016 głównym trenerem został Aleksandr Gulawcew. W listopadzie 2018 głównym trenerem został Andriej Razin. Do jego sztabu weszli Jewgienij Stawrowski, Jewgienij Michałkiewicz i Andriej Karpin. W październiku 2020 do sztabu wszedł jako grający zawodnik Jurij Trubaczow. W maru 2023 z posady ustąpił Razin, a w maju tego roku jego miejsce zajął Andriej Kozyriew.